# 卡托拉 (喬治亞州)
卡托拉（英語：Cataula）是位於美國喬治亞州哈里斯縣的一個非建制地區。該地的面積和人口皆未知。

## 地理
卡托拉的座標為32°39′19″N 84°52′06″W / 32.65528°N 84.86833°W，而該地的平均海拔高度為211米（即692英尺）。